# Bulgária az 1992. évi nyári olimpiai játékokon
Bulgária a spanyolországi Barcelonában megrendezett 1992. évi nyári olimpiai játékok egyik részt vevő nemzete volt. Az országot az olimpián 19 sportágban 138 sportoló képviselte, akik összesen 16 érmet szereztek.

## Érmesek
| Érem  | Versenyző                           | Sportág       | Versenyszám               |
| ----- | ----------------------------------- | ------------- | ------------------------- |
| Arany | Nikolaj Buhalov                     | Kajak-kenu    | Férfi kenu egyes 500 m    |
| Arany | Nikolaj Buhalov                     | Kajak-kenu    | Férfi kenu egyes 1000 m   |
| Arany | Ivan Ivanov                         | Súlyemelés    | Férfi 52 kg               |
| Ezüst | Cvetanka Hrisztova                  | Atlétika      | Női diszkoszvetés         |
| Ezüst | Valentin Gecov                      | Birkózás      | Férfi szabadfogás, 68 kg  |
| Ezüst | Daniel Petrov                       | Ökölvívás     | Papírsúly                 |
| Ezüst | Veszela Lecseva                     | Sportlövészet | Női légpuska              |
| Ezüst | Nonka Matova                        | Sportlövészet | Női sportpuska, összetett |
| Ezüst | Nikolaj Pesalov                     | Súlyemelés    | Férfi 60 kg               |
| Ezüst | Joto Jotov                          | Súlyemelés    | Férfi 67,5 kg             |
| Bronz | Jordanka Donkova                    | Atlétika      | Női 100 m gát             |
| Bronz | Valentin Jordanov                   | Birkózás      | Férfi szabadfogás, 52 kg  |
| Bronz | Martin Marinov Blagoveszt Sztojanov | Kajak-kenu    | Férfi kenu kettes 500 m   |
| Bronz | Szvilen Ruszinov                    | Ökölvívás     | Szupernehézsúly           |
| Bronz | Marija Grozdeva                     | Sportlövészet | Női légpisztoly           |
| Bronz | Sztefan Botev                       | Súlyemelés    | Férfi 110 kg              |

| Sport         |   |   |   | Összesen |
| Asztalitenisz | 0 | 0 | 0 | 0        |
| Atlétika      | 0 | 1 | 1 | 2        |
| Birkózás      | 0 | 1 | 1 | 2        |
| Cselgáncs     | 0 | 0 | 0 | 0        |
| Evezés        | 0 | 0 | 0 | 0        |
| Íjászat       | 0 | 0 | 0 | 0        |
| Kajak-kenu    | 2 | 0 | 1 | 3        |
| Kerékpározás  | 0 | 0 | 0 | 0        |
| Lovaglás      | 0 | 0 | 0 | 0        |
| Műugrás       | 0 | 0 | 0 | 0        |
| Ökölvívás     | 0 | 1 | 1 | 2        |
| Öttusa        | 0 | 0 | 0 | 0        |
| Sportlövészet | 0 | 2 | 1 | 3        |
| Súlyemelés    | 1 | 2 | 1 | 4        |
| Tenisz        | 0 | 0 | 0 | 0        |
| Tollaslabda   | 0 | 0 | 0 | 0        |
| Torna         | 0 | 0 | 0 | 0        |
| Úszás         | 0 | 0 | 0 | 0        |
| Összesen      | 3 | 7 | 6 | 16       |

| Naponként | Naponként    | Naponként | Naponként | Naponként | Naponként | Naponként |
| --------- | ------------ | --------- | --------- | --------- | --------- | --------- |
| Nap       | Dátum        |           |           |           | Összesen  |           |
| 1. nap    | Július 25.   | —         | —         | —         |           |           |
| 2. nap    | Július 26.   | 1         | 1         | 0         | 2         |           |
| 3. nap    | Július 27.   | 0         | 0         | 0         | 0         |           |
| 4. nap    | Július 28.   | 0         | 1         | 0         | 1         |           |
| 5. nap    | Július 29.   | 0         | 1         | 0         | 1         |           |
| 6. nap    | Július 30.   | 0         | 1         | 0         | 1         |           |
| 7. nap    | Július 31.   | 0         | 0         | 0         | 0         |           |
| 8. nap    | Augusztus 1. | 0         | 0         | 1         | 1         |           |
| 9. nap    | Augusztus 2. | 0         | 0         | 0         | 0         |           |
| 10. nap   | Augusztus 3. | 0         | 1         | 1         | 2         |           |
| 11. nap   | Augusztus 4. | 0         | 0         | 0         | 0         |           |
| 12. nap   | Augusztus 5. | 0         | 1         | 1         | 2         |           |
| 13. nap   | Augusztus 6. | 0         | 0         | 1         | 1         |           |
| 14. nap   | Augusztus 7. | 1         | 0         | 2         | 3         |           |
| 15. nap   | Augusztus 8. | 1         | 1         | 0         | 2         |           |
| 16. nap   | Augusztus 9. | 0         | 0         | 0         | 0         |           |
| Összesen  |              | 3         | 7         | 6         | 16        |           |

## Asztalitenisz
Női
| Versenyző           | Versenyszám | Csoportkör                                                                                      | Csoportkör | Nyolcaddöntő      | Negyeddöntő       | Elődöntő          | Döntő             | Helyezés |
| Versenyző           | Versenyszám | Ellenfél Eredmény                                                                               | Hely.      | Ellenfél Eredmény | Ellenfél Eredmény | Ellenfél Eredmény | Ellenfél Eredmény | Helyezés |
| ------------------- | ----------- | ----------------------------------------------------------------------------------------------- | ---------- | ----------------- | ----------------- | ----------------- | ----------------- | -------- |
| Daniela Gergelcseva | Egyes       | N csoport · Bose Kaffo (NGR) · 2-0 · Monica Doti (BRA) · 2-1 · Hubertina Vriesekoop (NED) · 0-2 | 2.         | kiesett           | kiesett           | kiesett           | kiesett           | 17.      |

## Atlétika
Férfi
| Versenyző       | Versenyszám | Előfutam      | Előfutam      | Előfutam      | Negyeddöntő | Negyeddöntő | Negyeddöntő | Elődöntő | Elődöntő | Elődöntő | Döntő   | Döntő    |
| Versenyző       | Versenyszám | Idő           | Hely.         | Össz.         | Idő         | Hely.       | Össz.       | Idő      | Hely.    | Össz.    | Idő     | Helyezés |
| --------------- | ----------- | ------------- | ------------- | ------------- | ----------- | ----------- | ----------- | -------- | -------- | -------- | ------- | -------- |
| Nikolaj Antonov | 200 m       | 20,94         | 2.            | 15.           | 20,50       | 3.          | 9.          | 20,55    | 6.       | 9.       | kiesett | kiesett  |
| Evgeni Ignatov  | 5000 m      | nem ért célba | nem ért célba | nem ért célba |             |             |             |          |          |          | kiesett | kiesett  |
| Aszen Markov    | 400 m gát   | 50,21         | 5.            | 27.           |             |             |             | kiesett  | kiesett  | kiesett  | kiesett | kiesett  |

| Versenyző      | Versenyszám   | Selejtező             | Selejtező             | Döntő    | Döntő    |
| Versenyző      | Versenyszám   | Eredmény              | Helyezés              | Eredmény | Helyezés |
| -------------- | ------------- | --------------------- | --------------------- | -------- | -------- |
| Georgi Dakov   | Magasugrás    | 226 cm                | 12.                   | 224 cm   | 14.      |
| Galin Nikov    | Rúdugrás      | 550 cm                | 16.                   | kiesett  | kiesett  |
| Galin Georgiev | Távolugrás    | 775 cm                | 19.                   | kiesett  | kiesett  |
| Galin Georgiev | Hármasugrás   | érvényes ugrás nélkül | érvényes ugrás nélkül | kiesett  | kiesett  |
| Hriszto Markov | Hármasugrás   | 16,46 m               | 21.                   | kiesett  | kiesett  |
| Nikolaj Raev   | Hármasugrás   | 14,67 m               | 43.                   | kiesett  | kiesett  |
| Nikolaj Kolev  | Diszkoszvetés | 58,12 m               | 22.                   | kiesett  | kiesett  |
| Plamen Minev   | Kalapácsvetés | 69,90 m               | 21.                   | kiesett  | kiesett  |
| Ivan Tanev     | Kalapácsvetés | 72,62 m               | 17.                   | kiesett  | kiesett  |

Női
| Versenyző        | Versenyszám | Előfutam | Előfutam | Előfutam | Negyeddöntő | Negyeddöntő | Negyeddöntő | Elődöntő         | Elődöntő         | Elődöntő         | Döntő   | Döntő    |
| Versenyző        | Versenyszám | Idő      | Hely.    | Össz.    | Idő         | Hely.       | Össz.       | Idő              | Hely.            | Össz.            | Idő     | Helyezés |
| ---------------- | ----------- | -------- | -------- | -------- | ----------- | ----------- | ----------- | ---------------- | ---------------- | ---------------- | ------- | -------- |
| Anelija Nuneva   | 100 m       | 11,34    | 2.       | 7.       | 11,17       | 2.          | 5.**        | 11,24            | 3.               | 6.               | 11,10   | 6.       |
| Anelija Nuneva   | 200 m       | 23,32    | 3.       | 17.      | 22,62       | 3.          | 13.         | nem állt rajthoz | nem állt rajthoz | nem állt rajthoz | kiesett | kiesett  |
| Jordanka Donkova | 100 m gát   | 12,96    | 1.       | 3.*      | 12,84       | 1.          | 3.          | 12,87            | 2.               | 2.               | 12,70   |          |

| Versenyző            | Versenyszám   | Selejtező | Selejtező | Döntő    | Döntő    |
| Versenyző            | Versenyszám   | Eredmény  | Helyezés  | Eredmény | Helyezés |
| -------------------- | ------------- | --------- | --------- | -------- | -------- |
| Ljudmila Andonova    | Magasugrás    | 188 cm    | 25.*      | kiesett  | kiesett  |
| Sztefka Kosztadinova | Magasugrás    | 192 cm    | 1.**      | 194 cm   | 4.       |
| Szvetlana Leszeva    | Magasugrás    | 183 cm    | 34.*      | kiesett  | kiesett  |
| Szvetla Mitkova      | Súlylökés     | 19,21 m   | 3.        | 19,23 m  | 6.       |
| Cvetanka Hrisztova   | Diszkoszvetés | 64,06 m   | 7.        | 67,78 m  |          |
| Sztefanija Szimova   | Diszkoszvetés | 65,60 m   | 2.        | 63,42 m  | 8.       |
| Antoaneta Szelenszka | Gerelyhajítás | 59,40 m   | 16.       | kiesett  | kiesett  |

| Versenyző         | Versenyszám | 100 m gát | 100 m gát | Magasugrás | Magasugrás | Súlylökés | Súlylökés | 200 m | 200 m | Távolugrás | Távolugrás | Gerelyhajítás | Gerelyhajítás | 800 m   | 800 m | Végeredmény | Végeredmény |
| Versenyző         | Versenyszám | Idő       | Pont      | Eredmény   | Pont       | Eredmény  | Pont      | Idő   | Pont  | Eredmény   | Pont       | Eredmény      | Pont          | Idő     | Pont  | Pont        | Helyezés    |
| ----------------- | ----------- | --------- | --------- | ---------- | ---------- | --------- | --------- | ----- | ----- | ---------- | ---------- | ------------- | ------------- | ------- | ----- | ----------- | ----------- |
| Szvetla Dimitrova | Hétpróba    | 13,23     | 1090      | 170 cm     | 855        | 14,68 m   | 839       | 23,31 | 1048  | 611 cm     | 883        | 44,48 m       | 753           | 2:07,90 | 996   | 6464        | 5.          |

* - egy másik versenyzővel azonos időt/eredményt ért el

** – két másik versenyzővel azonos időt/eredményt ért el

## Birkózás
Kötöttfogású
| Versenyző                  | Versenyszám | Csoportkör | Csoportkör | Helyosztók                      | Helyosztók                          | Helyosztók                   | Bronz- mérkőzés   | Döntő             | Helyezés    |
| Versenyző                  | Versenyszám | Csoportkör | Csoportkör | 9. helyért                      | 7. helyért                          | 5. helyért                   | Bronz- mérkőzés   | Döntő             | Helyezés    |
| Versenyző                  | Versenyszám | Ellenfél Eredmény | Hely.      | Ellenfél Eredmény               | Ellenfél Eredmény                   | Ellenfél Eredmény            | Ellenfél Eredmény | Ellenfél Eredmény | Helyezés    |
| -------------------------- | ----------- | --- | ---------- | ------------------------------- | ----------------------------------- | ---------------------------- | ----------------- | ----------------- | ----------- |
| Nuran Pelikjan             | 48 kg       | B csoport · Majid Reza Simkhah Asil (IRI) · 5-7 · Fuat Yildiz (GER) · 1-3                                                                                 | 7.         | kiesett                         | kiesett                             | kiesett                      | kiesett           | kiesett           | 10.*        |
| Bratan Cenov               | 52 kg       | B csoport · Ulises Valentin (DOM) · 16-0 · Remzi Öztürk (TUR) · 2-0 · Jon Rønningen (NOR) · 3-5 · Shawn Sheldon (USA) · 2-5                               | 3.         |                                 |                                     | Valentin Rebegea (ROU) · 6-1 |                   |                   | 5.          |
| Nikola Zseljazkov Dimitrov | 57 kg       | A csoport · Remigijus Šukevičius (LTU) · 4-2 · Patrice Mourier (FRA) · 1-4 · Dennis Hall (USA) · 2-8 (kétvállas)                                          | 7.         | kiesett                         | kiesett                             | kiesett                      | kiesett           | kiesett           | helyezetlen |
| Sztaniszlav Grigorov       | 62 kg       | B csoport · Usama Aziz (SWE) · 3-0 · Konsztandínosz Arkudéasz (GRE) · 13-3 · Mehmet Akif Pirim (TUR) · 1-2 · Juan Marén (CUB) · 1-5                       | 4.         |                                 | Hugo Dietsche (SUI) · visszalépett  |                              |                   |                   | 7.          |
| Sztojan Sztojanov          | 68 kg       | B csoport · Repka Attila (HUN) · 1-4 · Matvai Baranov (ISR) · 2-0 · Ghani Yalouz (FRA) · 2-3                                                              | 6.         | kiesett                         | kiesett                             | kiesett                      | kiesett           | kiesett           | helyezetlen |
| Dobri Ivanov               | 74 kg       | B csoport · Paulo Martins (POR) · 6-1 · Nestor Almanza (CUB) · 2-3 · Vej Csing-kun (Wei Qingkun) (CHN) · 9-0 · Mnacakan Iszkandarjan (EUN) · 1-9          | 4.         |                                 | Jaroslav Zeman (TCH) · visszalépett |                              |                   |                   | helyezetlen |
| Hriszto Hrisztov           | 82 kg       | A csoport · Timo Niemi (FIN) · 0-1 · Anton Arghira (ROU) · 4-0 · Pavel Frinta (TCH) · DQ2                                                                 | 7.         | kiesett                         | kiesett                             | kiesett                      | kiesett           | kiesett           | helyezetlen |
| Ivajlo Jordanov            | 90 kg       | A csoport · Jordánisz Konsztandinídisz (GRE) · 5-1 · Salvatore Campanella (ITA) · 2-3 · Hakkı Başar (TUR) · 1-2                                           | 5.         | Franz Marx (AUT) · visszalépett |                                     |                              |                   |                   | 10.         |
| Atanasz Komsev             | 100 kg      | B csoport · Alioune Diouf (SEN) · 2-0 (kétvállas) · Szergej Gyemjaskevics (EUN) · 0-4 · Héctor Milián (CUB) · 2-8 · Miloš Govedarica (IOP) · visszalépett | 6.         | kiesett                         | kiesett                             | kiesett                      | kiesett           | kiesett           | helyezetlen |
| Rangel Gerovszki           | 130 kg      | B csoport · Matt Ghaffari (USA) · DQ2 · Klauz László (HUN) · 0-1                                                                                          | 6.         | kiesett                         | kiesett                             | kiesett                      | kiesett           | kiesett           | helyezetlen |

Szabadfogású
| Versenyző          | Versenyszám | Csoportkör | Csoportkör | Helyosztók                               | Helyosztók        | Helyosztók                            | Bronz- mérkőzés                        | Döntő                        | Helyezés    |
| Versenyző          | Versenyszám | Csoportkör | Csoportkör | 9. helyért                               | 7. helyért        | 5. helyért                            | Bronz- mérkőzés                        | Döntő                        | Helyezés    |
| Versenyző          | Versenyszám | Ellenfél Eredmény | Hely.      | Ellenfél Eredmény                        | Ellenfél Eredmény | Ellenfél Eredmény                     | Ellenfél Eredmény                      | Ellenfél Eredmény            | Helyezés    |
| ------------------ | ----------- | --- | ---------- | ---------------------------------------- | ----------------- | ------------------------------------- | -------------------------------------- | ---------------------------- | ----------- |
| Marian Avramov     | 48 kg       | B csoport · Aldo Martínez (CUB) · 2-3 · Óváry László (HUN) · 7-2 · Kim Il (PRK) · 0-3                                                                                        | 6.         | kiesett                                  | kiesett           | kiesett                               | kiesett                                | kiesett                      | helyezetlen |
| Valentin Jordanov  | 52 kg       | A csoport · Volodimir Tohuzov (EUN) · 2-1 · Joe Oziti (NGR) · 3-2 (kétvállas) · Majid Torkan (IRI) · 3-2 · Ahmet Orel (TUR) · 6-4 · Ri Hakszon (Ri Hak-son) (PRK) · 4-6      | 2.         |                                          |                   |                                       | Kim Szonhak (Kim Seon-Hak) (KOR) · 9-3 |                              |             |
| Rumen Pavlov       | 57 kg       | A csoport · Kim Cshunho (Kim Chun-Ho) (KOR) · 8-4 (kétvállas) · Zoran Šorov (IOP) · 10-2 (kétvállas) · Szjarhej Szmal (EUN) · 1-12 · Kim Jongsik (Kim Yong-sik) (PRK) · 3-10 | 3.         |                                          |                   | Kendall Cross (USA) · 3-0 (kétvállas) |                                        |                              | 5.          |
| Roszen Vaszilev    | 62 kg       | B csoport · Vicente Cáceres (ESP) · 10-3 · Anibál Nieves (PUR) · 6-2 · Dariusz Grzywiński (POL) · 5-4 · Asgari Mohammadian (IRI) · 2-4 · Musa Ilhan (AUS) · 8-3              | 2.         |                                          |                   |                                       | Lázaro Reinoso (CUB) · 0-4             |                              | 4.          |
| Valentin Gecov     | 68 kg       | B csoport · Ali Akbarnejad (IRI) · 3-2 · Christopher Wilson (CAN) · 1-3 · Gérard Sartoro (FRA) · 9-2 · Ko Jongho (Go Yeong-Ho) (KOR) · 7-5                                   | 1.         |                                          |                   |                                       |                                        | Arszen Fadzajev (EUN) · 1-13 |             |
| Valentin Zselev    | 74 kg       | B csoport · Lodoin Enkhbayar (MGL) · 3-1 · Selahattin Yiğit (TUR) · 1-2 · Məmmədsalam Haciyev (EUN) · 2-3                                                                    | 5.         | Joakím Vasziliádisz (GRE) · visszalépett |                   |                                       |                                        |                              | 10.         |
| Rahmat Szofiadi    | 82 kg       | A csoport · Hans Gstöttner (GER) · 2-3 · Enekpedekumoh Okporu (NGR) · 4-1 · Jozef Lohyňa (TCH) · 2-3                                                                         | 6.         | kiesett                                  | kiesett           | kiesett                               | kiesett                                | kiesett                      | helyezetlen |
| Kalojan Baev       | 90 kg       | B csoport · Iraklísz Deszkulídisz (GRE) · 2-8 · Puntsagiin Sükhbat (MGL) · 1-8                                                                                               | 7.         | kiesett                                  | kiesett           | kiesett                               | kiesett                                | kiesett                      | helyezetlen |
| Miroszlav Makaveev | 100 kg      | B csoport · Johan Rossouw (RSA) · 6-5 · Ali Kayali (TUR) · 1-5 · Leri Habelov (EUN) · 0-3                                                                                    | 5.         | Kazem Gholami (IRI) · 0-2 (kétvállas)    |                   |                                       |                                        |                              | 10.         |
| Kiril Barbutov     | 130 kg      | B csoport · Bruce Baumgartner (USA) · 1-9 · David Gobedzsisvili (EUN) · 1-7                                                                                                  | 5.         | Rodney Figueroa (PUR) · 11-0             |                   |                                       |                                        |                              | 9.          |

DQ2 - passzivitás miatt mind két versenyzőt kizárták

* - A szíriai Mohammed Hasszún helyosztón történt kizárása miatt a 10. helyen végzett

## Cselgáncs
Férfi
| Versenyző       | Versenyszám | Selejtező                        | 32-es főtábla                             | Nyolcaddöntő                                   | Negyeddöntő                  | Elődöntő          | Vigaszág első kör                    | Vigaszág nyolcaddöntő             | Vigaszág negyeddöntő           | Vigaszág elődöntő | Bronz- mérkőzés   | Döntő             | Helyezés |
| Versenyző       | Versenyszám | Ellenfél Eredmény                | Ellenfél Eredmény                         | Ellenfél Eredmény                              | Ellenfél Eredmény            | Ellenfél Eredmény | Ellenfél Eredmény                    | Ellenfél Eredmény                 | Ellenfél Eredmény              | Ellenfél Eredmény | Ellenfél Eredmény | Ellenfél Eredmény | Helyezés |
| --------------- | ----------- | -------------------------------- | ----------------------------------------- | ---------------------------------------------- | ---------------------------- | ----------------- | ------------------------------------ | --------------------------------- | ------------------------------ | ----------------- | ----------------- | ----------------- | -------- |
| Orlin Ruszev    | Légsúly     | Nazim Hüseynov (EUN) · 0000-1000 |                                           |                                                |                              |                   | Mamadou Bah (GUI) · 1000-0000        | Marino Cattedra (ITA) · 0000-1100 | kiesett                        | kiesett           | kiesett           |                   | 13.      |
| Ivan Netov      | Harmatsúly  | erőnyerő                         | Csák József (HUN) · 0000-0010             |                                                |                              |                   | Dikubenga Mavatiku (ZAI) · 1000-0000 | Pavel Petřikov (TCH) · 0000-0010  | kiesett                        | kiesett           | kiesett           |                   | 13.      |
| Nikola Filipov  | Középsúly   | erőnyerő                         | Yahia Mufarrih (YEM) · 1000-0000          | Waldemar Legień (POL) · 0000-1000              |                              |                   |                                      | Michael Oduor (KEN) · 1000-0000   | Yang Jong-Ok (KOR) · 0000-0001 | kiesett           | kiesett           |                   | 9.       |
| Damjan Sztojkov | Nehézsúly   |                                  | José Mario Tranquillini (BRA) · 1000-0000 | Badmaanyambuugiin Bat-Erdene (MGL) · 0010-0000 | Csősz Imre (HUN) · 0000-0001 |                   |                                      |                                   | Damon Keeve (USA) · 0000-0010  | kiesett           | kiesett           |                   | 9.       |

Női
| Versenyző       | Versenyszám | Selejtező                        | Nyolcaddöntő      | Negyeddöntő       | Elődöntő          | Vigaszág nyolcaddöntő | Vigaszág negyeddöntő | Vigaszág elődöntő | Bronz- mérkőzés   | Döntő             | Helyezés |
| Versenyző       | Versenyszám | Ellenfél Eredmény                | Ellenfél Eredmény | Ellenfél Eredmény | Ellenfél Eredmény | Ellenfél Eredmény     | Ellenfél Eredmény    | Ellenfél Eredmény | Ellenfél Eredmény | Ellenfél Eredmény | Helyezés |
| --------------- | ----------- | -------------------------------- | ----------------- | ----------------- | ----------------- | --------------------- | -------------------- | ----------------- | ----------------- | ----------------- | -------- |
| Emilija Vacseva | Harmatsúly  | Dina Maksutova (EUN) · 0000-1000 | kiesett           | kiesett           | kiesett           |                       |                      |                   |                   |                   | 20.      |

## Evezés
Férfi
| Versenyző                                                  | Versenyszám      | Előfutam | Előfutam | Vigaszág | Vigaszág | Elődöntő | Elődöntő | Elődöntő | Döntő | Döntő   | Döntő | Helyezés |
| Versenyző                                                  | Versenyszám      | Idő      | Hely.    | Idő      | Hely.    | Típus    | Idő      | Hely.    | Típus | Idő     | Hely. | Helyezés |
| ---------------------------------------------------------- | ---------------- | -------- | -------- | -------- | -------- | -------- | -------- | -------- | ----- | ------- | ----- | -------- |
| Jordan Dancsev Ivajlo Bancsev                              | Kétpárevezős     | 7:13,50  | 4.       | 6:52,43  | 4.       | C/D      | 6:30,77  | 2.       | C     | 6:36,57 | 4.    | 16.      |
| Ivajlo Bancsev Jordan Dancsev Sztefan Sztojkov (kormányos) | Kormányos kettes | 8:03,56  | 5.       | 7:33,73  | 4.       |          |          |          | C     | 7:38,25 | 3.    | 15.      |

Női
| Versenyző                                                                  | Versenyszám              | Előfutam | Előfutam | Vigaszág | Vigaszág | Elődöntő | Elődöntő | Elődöntő | Döntő | Döntő   | Döntő | Helyezés |
| Versenyző                                                                  | Versenyszám              | Idő      | Hely.    | Idő      | Hely.    | Típus    | Idő      | Hely.    | Típus | Idő     | Hely. | Helyezés |
| -------------------------------------------------------------------------- | ------------------------ | -------- | -------- | -------- | -------- | -------- | -------- | -------- | ----- | ------- | ----- | -------- |
| Violeta Jordanova                                                          | Egypárevezős             | 8:08,43  | 5.       | 7:58,70  | 1.       | A/B      | 8:01,15  | 5.       | B     | 8:16,22 | 4.    | 10.      |
| Daniela Oronova Galina Kamenova                                            | Kétpárevezős             | 7:19,53  | 2.       |          |          | A/B      | 7:04,02  | 4.       | B     | 7:04,19 | 1.    | 7.       |
| Violeta Zareva Teodora Zareva                                              | Kormányos nélküli kettes | 8:03,55  | 4.       | 7:58,18  | 2.       | A/B      | 7:28,37  | 3.       | A     | 7:32,67 | 6.    | 6.       |
| Lalka Berberova Szevdalina Teoharova Galina Anahrieva Rumjana Dzsadzsarova | Négypárevezős            | 6:46,40  | 5.       | 6:49,72  | 4.       |          |          |          | B     | 6:53,71 | 3.    | 9.       |
| Lalka Berberova Mariana Jankulova Lilija Sztojanova Mariana Sztojanova     | Kormányos nélküli négyes | 7:11,71  | 4.       | 6:57,97  | 3.       |          |          |          | B     | 6:57,78 | 3.    | 9.       |

## Íjászat
Férfi
| Versenyző   | Versenyszám | Selejtező | Selejtező | Selejtező | Selejtező | Selejtező | Selejtező | Selejtező | Selejtező | Selejtező | Selejtező | Kieséses szakasz  | Kieséses szakasz  | Kieséses szakasz  | Kieséses szakasz  | Kieséses szakasz  | Helyezés |
| Versenyző   | Versenyszám | 30 m      | 30 m      | 50 m      | 50 m      | 70 m      | 70 m      | 90 m      | 90 m      | Pont      | Hely.     | 32-es főtábla     | Nyolcaddöntő      | Negyeddöntő       | Elődöntő          | Döntő             | Helyezés |
| Versenyző   | Versenyszám | Pont      | Hely.     | Pont      | Hely.     | Pont      | Hely.     | Pont      | Hely.     | Pont      | Hely.     | Ellenfél Eredmény | Ellenfél Eredmény | Ellenfél Eredmény | Ellenfél Eredmény | Ellenfél Eredmény | Helyezés |
| ----------- | ----------- | --------- | --------- | --------- | --------- | --------- | --------- | --------- | --------- | --------- | --------- | ----------------- | ----------------- | ----------------- | ----------------- | ----------------- | -------- |
| Ivan Ivanov | Egyéni      | 349       | 16.       | 322       | 16.       | 320       | 30.       | 271       | 62.       | 1262      | 35.       | kiesett           | kiesett           | kiesett           | kiesett           | kiesett           | 35.      |

## Kajak-kenu

### Síkvízi
Férfi
| Versenyző                                                   | Versenyszám         | Előfutam | Előfutam | Előfutam | Vigaszág | Vigaszág | Vigaszág | Elődöntő | Elődöntő | Elődöntő | Döntő   | Döntő    |
| Versenyző                                                   | Versenyszám         | Idő      | Hely.    | Össz.    | Idő      | Hely.    | Össz.    | Idő      | Hely.    | Össz.    | Idő     | Helyezés |
| ----------------------------------------------------------- | ------------------- | -------- | -------- | -------- | -------- | -------- | -------- | -------- | -------- | -------- | ------- | -------- |
| Milko Kazanov Petar Godev                                   | Kajak kettes 500 m  | 1:39,36  | 5.       | 19.      | 1:33,42  | 4.       | 9.       | kiesett  | kiesett  | kiesett  | kiesett | kiesett  |
| Milko Kazanov Petar Godev Nikolaj Jordanov Nikolaj Georgiev | Kajak négyes 1000 m | 2:57,30  | 3.       | 8.       |          |          |          | 2:57,42  | 5.       | 6.       | 3:02,08 | 8.       |
| Nikolaj Buhalov                                             | Kenu egyes 500 m    | 1:53,64  | 1.       | 3.       | erőnyerő | erőnyerő | erőnyerő | 1:53,32  | 1.       | 2.       | 1:51,15 |          |
| Nikolaj Buhalov                                             | Kenu egyes 1000 m   | 4:03,36  | 2.       | 3.       | erőnyerő | erőnyerő | erőnyerő | 4:03,46  | 2.       | 2.       | 4:05,92 |          |
| Martin Marinov Blagoveszt Sztojanov                         | Kenu kettes 500 m   | 1:44,00  | 2.D      | 7.       |          |          |          |          |          |          | 1:41,94 |          |
| Martin Marinov Blagoveszt Sztojanov                         | Kenu kettes 1000 m  | 3:33,57  | 3.       | 3.       |          |          |          | 3:39,58  | 1.       | 1.       | 3:43,97 | 6.       |

Női
| Versenyző                                                      | Versenyszám        | Előfutam | Előfutam | Előfutam | Elődöntő | Elődöntő | Elődöntő | Döntő   | Döntő    |
| Versenyző                                                      | Versenyszám        | Idő      | Hely.    | Össz.    | Idő      | Hely.    | Össz.    | Idő     | Helyezés |
| -------------------------------------------------------------- | ------------------ | -------- | -------- | -------- | -------- | -------- | -------- | ------- | -------- |
| Bonka Pindzseva Marija Kicsukova                               | Kajak kettes 500 m | 1:50,04  | 5.       | 16.      | 1:50,28  | 8.       | 17.      | kiesett | kiesett  |
| Bonka Pindzseva Marija Kicsukova Kinka Racseva Tanya Georgieva | Kajak négyes 500 m | 1:45,39  | 8.       | 16.      | 1:45,90  | 6.       | 12.      | kiesett | kiesett  |

## Kerékpározás

### Pálya-kerékpározás
Időfutam
| Versenyző      | Versenyszám           | Idő      | Helyezés |
| -------------- | --------------------- | -------- | -------- |
| Kiril Georgiev | Férfi egyéni időfutam | 1:07,371 | 21.      |

## Lovaglás
Lovastusa
| Versenyző   | Ló    | Versenyszám | Díjlovaglás | Díjlovaglás | Tereplovaglás | Tereplovaglás | Tereplovaglás | Díjugratás   | Díjugratás   | Végeredmény  | Végeredmény  |
| Versenyző   | Ló    | Versenyszám | Bünt.       | Hely.       | Bünt.         | Hely.         | Össz.         | Bünt.        | Hely.        | Bünt.        | Helyezés     |
| ----------- | ----- | ----------- | ----------- | ----------- | ------------- | ------------- | ------------- | ------------ | ------------ | ------------ | ------------ |
| Ilian Iliev | Dinar | Egyéni      | 95,00       | 82.         | visszalépett  | visszalépett  | visszalépett  | visszalépett | visszalépett | visszalépett | visszalépett |

## Műugrás
Férfi
| Versenyző      | Versenyszám    | Elődöntő | Elődöntő | Döntő   | Döntő    |
| Versenyző      | Versenyszám    | Pont     | Helyezés | Pont    | Helyezés |
| -------------- | -------------- | -------- | -------- | ------- | -------- |
| Petar Trifonov | Egyéni műugrás | 320,82   | 27.      | kiesett | kiesett  |

## Ökölvívás
| Versenyző           | Versenyszám     | Selejtező                    | Nyolcaddöntő                             | Negyeddöntő                              | Elődöntő                      | Döntő                         | Helyezés |
| Versenyző           | Versenyszám     | Ellenfél Eredmény            | Ellenfél Eredmény                        | Ellenfél Eredmény                        | Ellenfél Eredmény             | Ellenfél Eredmény             | Helyezés |
| ------------------- | --------------- | ---------------------------- | ---------------------------------------- | ---------------------------------------- | ----------------------------- | ----------------------------- | -------- |
| Daniel Petrov       | Papírsúly       | Nelson Dieppa (PUR) · 10-7   | O Cshongcshol (O Chong-Chol) (PRK) · RSC | Lakatos Pál (HUN) · 17-8                 | Jan Quast (GER) · 15-9        | Rogelio Marcelo (CUB) · 10-24 |          |
| Julijan Sztrogov    | Légsúly         | Ronnie Noan (PNG) · RSC      | Tim Austin (USA) · 7-19                  | kiesett                                  | kiesett                       | kiesett                       | 9.       |
| Szerafim Todorov    | Harmatsúly      | John Sem (PNG) · 11-0        | Joseph Chongo (ZAM) · 18-6               | Ri Gvangsik (Ri Gwang-sik) (PRK) · 15-16 | kiesett                       | kiesett                       | 5.       |
| Kirkor Kirkorov     | Pehelysúly      | Andreas Tews (GER) · 5-9     | kiesett                                  | kiesett                                  | kiesett                       | kiesett                       | 17.      |
| Toncso Toncsev      | Könnyűsúly      | Julio González (CUB) · 14-12 | Henry Kungsi (PNG) · 11-2                | Oscar De La Hoya (USA) · 7-16            | kiesett                       | kiesett                       | 5.       |
| Sztefan Trendafilov | Középsúly       | erőnyerő                     | Csao Lu (Chao Lu) (CHN) · RSC            | Chris Johnson (CAN) · RSC                | kiesett                       | kiesett                       | 5.       |
| Szvilen Ruszinov    | Szupernehézsúly | erőnyerő                     | Szikora István (HUN) · 12-4              | Wilhelm Fischer (GER) · 8-5              | Richard Igbineghu (NGR) · 7-9 | kiesett                       |          |

RSC - a játékvezető megállította a mérkőzést

## Öttusa
| Versenyző           | Versenyszám | Vívás    | Vívás | Vívás  | Úszás  | Úszás | Úszás | Lövészet | Lövészet | Lövészet | Futás   | Futás | Futás | Lovaglás | Lovaglás | Lovaglás | Összesen    | Összesen |
| Versenyző           | Versenyszám | Pontszám | Pont  | Hely.  | Idő    | Pont  | Hely. | Eredmény | Pont     | Hely.    | Idő     | Pont  | Hely. | Idő      | Pont     | Hely.    | Összes pont | Helyezés |
| ------------------- | ----------- | -------- | ----- | ------ | ------ | ----- | ----- | -------- | -------- | -------- | ------- | ----- | ----- | -------- | -------- | -------- | ----------- | -------- |
| Sztefan Aszenov     | Egyéni      | 29-36    | 711   | 48.    | 3:20,3 | 1272  | 15.   | 188      | 1090     | 17.**    | 14:05,0 | 1030  | 46.*  | 1:30,6   | 860      | 45.      | 4963        | 42.      |
| Valentin Dzsavelkov | Egyéni      | 32-33    | 762   | 40.*** | 3:31,0 | 1184  | 47.*  | 183      | 1015     | 40.*     | 14:10,7 | 1015  | 49.   | 1:42,1   | 890      | 42.      | 4866        | 46.      |

* - egy másik versenyzővel azonos időt/eredményt ért el

** - három másik versenyzővel azonos eredményt ért el

*** - négy másik versenyzővel azonos eredményt ért el

## Sportlövészet
Férfi
| Versenyző         | Versenyszám          | Selejtező | Selejtező | Döntő   | Döntő    |
| Versenyző         | Versenyszám          | Pont      | Helyezés  | Pont    | Helyezés |
| ----------------- | -------------------- | --------- | --------- | ------- | -------- |
| Ivan Dimitrov     | Gyorstüzelő pisztoly | 577       | 24.       | kiesett | kiesett  |
| Emil Milev        | Gyorstüzelő pisztoly | 581       | 20.*      | kiesett | kiesett  |
| Tanyu Kirjakov    | Légpisztoly          | 583       | 5.        | 679,7   | 7.       |
| Tanyu Kirjakov    | Szabadpisztoly       | 567       | 2.        | 618     | 8.       |
| Szpasz Koprinkov  | Szabadpisztoly       | 558       | 11.***    | kiesett | kiesett  |
| Szpasz Koprinkov  | Légpisztoly          | 578       | 12.*      | kiesett | kiesett  |
| Sztojan Sztamenov | Légpuska             | 583       | 31.**     | kiesett | kiesett  |
| Petar Zaprjanov   | Sportpuska, fekvő    | 591       | 31.****   | kiesett | kiesett  |

Női
| Versenyző       | Versenyszám           | Selejtező | Selejtező | Döntő   | Döntő    |
| Versenyző       | Versenyszám           | Pont      | Helyezés  | Pont    | Helyezés |
| --------------- | --------------------- | --------- | --------- | ------- | -------- |
| Tanya Sztaneva  | Légpisztoly           | 373       | 35.*      | kiesett | kiesett  |
| Marija Grozdeva | Légpisztoly           | 383       | 3.        | 481,6   |          |
| Marija Grozdeva | Sportpisztoly         | 574       | 18.**     | kiesett | kiesett  |
| Diana Jorgova   | Sportpisztoly         | 570       | 29.**     | kiesett | kiesett  |
| Anica Valkova   | Légpuska              | 392       | 10.       | kiesett | kiesett  |
| Veszela Lecseva | Légpuska              | 396       | 1.        | 495,3   |          |
| Veszela Lecseva | Sportpuska, összetett | 581       | 5.        | 678,0   | 6.       |
| Nonka Matova    | Sportpuska, összetett | 584       | 3.        | 682,7   |          |

Nyílt
| Versenyző     | Versenyszám | Selejtező | Selejtező | Elődöntő | Elődöntő | Döntő   | Döntő    |
| Versenyző     | Versenyszám | Pont      | Helyezés  | Pont     | Helyezés | Pont    | Helyezés |
| ------------- | ----------- | --------- | --------- | -------- | -------- | ------- | -------- |
| Anton Manolov | Skeet       | 138       | 57.       | kiesett  | kiesett  | kiesett | kiesett  |

* - egy másik versenyzővel azonos eredményt ért el

** - két másik versenyzővel azonos eredményt ért el

*** - három másik versenyzővel azonos eredményt ért el

**** - hét másik versenyzővel azonos eredményt ért el

## Súlyemelés
| Versenyző         | Versenyszám | Szakítás | Szakítás | Lökés                    | Lökés                    | Összesen | Helyezés |
| Versenyző         | Versenyszám | Eredmény | Helyezés | Eredmény                 | Helyezés                 | Összesen | Helyezés |
| ----------------- | ----------- | -------- | -------- | ------------------------ | ------------------------ | -------- | -------- |
| Ivan Ivanov       | 52 kg       | 115,0    | 3.       | 150,0                    | 1.                       | 265,0    |          |
| Szevdalin Mincsev | 52 kg       | 112,5    | 6.*      | érvényes kísérlet nélkül | érvényes kísérlet nélkül | kiesett  | kiesett  |
| Nikolaj Pesalov   | 60 kg       | 137,5    | 2.       | 167,5                    | 2.                       | 305,0    |          |
| Neno Terzijszki   | 60 kg       | 130,0    | 5.       | 165,0                    | 4.                       | 295,0    | 4.       |
| Joto Jotov        | 67,5 kg     | 150,0    | 2.       | 177,5                    | 2.                       | 327,5    |          |
| Plamen Bratojcsev | 82,5 kg     | 167,5    | 2.       | 197,5                    | 6.                       | 365,0    | 5.       |
| Ivan Csakarov     | 90 kg       | 170,0    | 5.       | 207,5                    | 6.                       | 377,5    | 5.       |
| Petar Sztefanov   | 100 kg      | 170,0    | 7.       | 210,0                    | 6.                       | 380,0    | 5.       |
| Sztefan Botev     | 110 kg      | 190,0    | 4.       | 227,5                    | 3.                       | 417,5    |          |
| Mitko Mitev       | +110 kg     | 180,0    | 5.       | 220,0                    | 6.                       | 400,0    | 5.       |

* - egy másik versenyzővel azonos eredményt ért el

## Tenisz
Női
| Versenyző              | Versenyszám | 64-es főtábla                         | 32-es főtábla                                | Nyolcaddöntő                 | Negyeddöntő       | Elődöntő          | Döntő             | Helyezés |
| Versenyző              | Versenyszám | Ellenfél Eredmény                     | Ellenfél Eredmény                            | Ellenfél Eredmény            | Ellenfél Eredmény | Ellenfél Eredmény | Ellenfél Eredmény | Helyezés |
| ---------------------- | ----------- | ------------------------------------- | -------------------------------------------- | ---------------------------- | ----------------- | ----------------- | ----------------- | -------- |
| Katerina Maleeva       | Egyes       | Larisa Neilande (LAT) · 7-6(7-3), 6-2 | Eugenia Maniokova (EUN) · 6-7(5-7), 6-4, 0-6 | kiesett                      | kiesett           | kiesett           | kiesett           | 17.      |
| Magdalena Maleeva      | Egyes       | Emanuela Zardo (SUI) · 6-2, 6-4       | Date Kimiko (JPN) · 6-2, 6-4                 | Steffi Graf (GER) · 3-6, 4-6 | kiesett           | kiesett           | kiesett           | 9.       |
| Elena Pampulova-Wagner | Egyes       | Endó Mana (JPN) · 6-7(4-7), 6-7(6-8)  | kiesett                                      | kiesett                      | kiesett           | kiesett           | kiesett           | 33.      |

## Tollaslabda
| Versenyző                         | Versenyszám | Selejtező                                | 32-es főtábla                                                  | Nyolcaddöntő      | Negyeddöntő       | Elődöntő          | Döntő             | Helyezés |
| Versenyző                         | Versenyszám | Ellenfél Eredmény                        | Ellenfél Eredmény                                              | Ellenfél Eredmény | Ellenfél Eredmény | Ellenfél Eredmény | Ellenfél Eredmény | Helyezés |
| --------------------------------- | ----------- | ---------------------------------------- | -------------------------------------------------------------- | ----------------- | ----------------- | ----------------- | ----------------- | -------- |
| Jaszen Boriszov                   | Férfi egyes | Pontus Jäntti (FIN) · 6-15, 1-15         | kiesett                                                        | kiesett           | kiesett           | kiesett           | kiesett           | 33.      |
| Ivan Ivanov                       | Férfi egyes | Dípankar Bhattacsarja (IND) · 4-15, 1-15 | kiesett                                                        | kiesett           | kiesett           | kiesett           | kiesett           | 33.      |
| Viktorija Hrisztova               | Női egyes   | Pornsawan Plungwech (THA) · 3-11, 9-12   | kiesett                                                        | kiesett           | kiesett           | kiesett           | kiesett           | 33.      |
| Diana Koleva                      | Női egyes   | Katrin Schmidt (GER) · 6-11, 1-11        | kiesett                                                        | kiesett           | kiesett           | kiesett           | kiesett           | 33.      |
| Neli Negyalkova                   | Női egyes   | Silvia Albrecht (SUI) · 3-11, 6-11       | kiesett                                                        | kiesett           | kiesett           | kiesett           | kiesett           | 33.      |
| Jaszen Boriszov Ivan Ivanov       | Férfi páros |                                          | Dél-Korea (KOR) · Lee Sang-Bok · Son Jin-Hwan · 0-15, 1-15     | kiesett           | kiesett           | kiesett           | kiesett           | 17.      |
| Emilija Dimitrova Neli Negyalkova | Női páros   |                                          | Lengyelország (POL) · Bożena Bąk · Wioletta Wilk · 16-17, 8-15 | kiesett           | kiesett           | kiesett           | kiesett           | 17.      |
| Diana Filipova Diana Koleva       | Női páros   |                                          | Japán (JPN) · Macuo Tomomi · Szaszage Kjóko · 1-15, 2-15       | kiesett           | kiesett           | kiesett           | kiesett           | 17.      |

## Torna
Férfi
| Versenyző                                                                                       | Versenyszám      | Selejtező | Selejtező | Döntő    | Döntő    |
| Versenyző                                                                                       | Versenyszám      | Pontszám  | Helyezés  | Pontszám | Helyezés |
| ----------------------------------------------------------------------------------------------- | ---------------- | --------- | --------- | -------- | -------- |
| Ilian Alekszandrov                                                                              | Talaj            | 18,900    | 53.       | kiesett  | kiesett  |
| Ilian Alekszandrov                                                                              | Ugrás            | 18,550    | 79.       | kiesett  | kiesett  |
| Ilian Alekszandrov                                                                              | Korlát           | 18,425    | 79.       | kiesett  | kiesett  |
| Ilian Alekszandrov                                                                              | Nyújtó           | 18,950    | 51.       | kiesett  | kiesett  |
| Ilian Alekszandrov                                                                              | Gyűrű            | 18,625    | 75.       | kiesett  | kiesett  |
| Ilian Alekszandrov                                                                              | Lólengés         | 18,550    | 69.       | kiesett  | kiesett  |
| Ilian Alekszandrov                                                                              | Egyéni összetett | 112,000   | 67.*      | kiesett  | kiesett  |
| Kraszimir Dunev                                                                                 | Talaj            | 18,500    | 79.       | kiesett  | kiesett  |
| Kraszimir Dunev                                                                                 | Ugrás            | 18,800    | 58.       | kiesett  | kiesett  |
| Kraszimir Dunev                                                                                 | Korlát           | 18,775    | 58.       | kiesett  | kiesett  |
| Kraszimir Dunev                                                                                 | Nyújtó           | 18,425    | 77.       | kiesett  | kiesett  |
| Kraszimir Dunev                                                                                 | Gyűrű            | 18,600    | 77.       | kiesett  | kiesett  |
| Kraszimir Dunev                                                                                 | Lólengés         | 18,800    | 51.       | kiesett  | kiesett  |
| Kraszimir Dunev                                                                                 | Egyéni összetett | 111,900   | 70.       | kiesett  | kiesett  |
| Kalofer Hrisztozov                                                                              | Talaj            | 19,300    | 17.       | kiesett  | kiesett  |
| Kalofer Hrisztozov                                                                              | Ugrás            | 19,025    | 30.       | kiesett  | kiesett  |
| Kalofer Hrisztozov                                                                              | Korlát           | 19,125    | 24.       | kiesett  | kiesett  |
| Kalofer Hrisztozov                                                                              | Nyújtó           | 19,175    | 31.       | kiesett  | kiesett  |
| Kalofer Hrisztozov                                                                              | Gyűrű            | 19,550    | 10.       | 9,750    | 8.       |
| Kalofer Hrisztozov                                                                              | Lólengés         | 19,125    | 24.       | kiesett  | kiesett  |
| Kalofer Hrisztozov                                                                              | Egyéni összetett | 115,300   | 10.**     | 57,600   | 11.      |
| Jordan Jovcsev                                                                                  | Talaj            | 18,900    | 53.       | kiesett  | kiesett  |
| Jordan Jovcsev                                                                                  | Ugrás            | 18,800    | 58.       | kiesett  | kiesett  |
| Jordan Jovcsev                                                                                  | Korlát           | 18,775    | 58.       | kiesett  | kiesett  |
| Jordan Jovcsev                                                                                  | Nyújtó           | 18,425    | 77.       | kiesett  | kiesett  |
| Jordan Jovcsev                                                                                  | Gyűrű            | 19,150    | 34.       | kiesett  | kiesett  |
| Jordan Jovcsev                                                                                  | Lólengés         | 18,950    | 37.       | kiesett  | kiesett  |
| Jordan Jovcsev                                                                                  | Egyéni összetett | 113,000   | 55.       | kiesett  | kiesett  |
| Dejan Kolev                                                                                     | Talaj            | 9,450     | 91.       | kiesett  | kiesett  |
| Dejan Kolev                                                                                     | Ugrás            | 18,650    | 70.       | kiesett  | kiesett  |
| Dejan Kolev                                                                                     | Korlát           | 18,825    | 52.       | kiesett  | kiesett  |
| Dejan Kolev                                                                                     | Nyújtó           | 19,125    | 40.       | kiesett  | kiesett  |
| Dejan Kolev                                                                                     | Gyűrű            | 9,700     | 91.       | kiesett  | kiesett  |
| Dejan Kolev                                                                                     | Lólengés         | 18,925    | 38.       | kiesett  | kiesett  |
| Dejan Kolev                                                                                     | Egyéni összetett | 94,675    | 91.       | kiesett  | kiesett  |
| Georgi Lozanov                                                                                  | Talaj            | 18,775    | 63.       | kiesett  | kiesett  |
| Georgi Lozanov                                                                                  | Ugrás            | 9,375     | 93.       | kiesett  | kiesett  |
| Georgi Lozanov                                                                                  | Korlát           | 17,950    | 88.       | kiesett  | kiesett  |
| Georgi Lozanov                                                                                  | Nyújtó           | 19,025    | 46.       | kiesett  | kiesett  |
| Georgi Lozanov                                                                                  | Gyűrű            | 18,475    | 80.       | kiesett  | kiesett  |
| Georgi Lozanov                                                                                  | Lólengés         | 17,650    | 86.       | kiesett  | kiesett  |
| Georgi Lozanov                                                                                  | Egyéni összetett | 101,250   | 90.       | kiesett  | kiesett  |
| Ilian Alekszandrov Kraszimir Dunev Kalofer Hrisztozov Jordan Jovcsev Dejan Kolev Georgi Lozanov | Csapat összetett |           |           | 566,800  | 10.      |

Női
| Versenyző | Versenyszám      | Selejtező | Selejtező | Döntő    | Döntő    |
| Versenyző | Versenyszám      | Pontszám  | Helyezés  | Pontszám | Helyezés |
| --- | ---------------- | --------- | --------- | -------- | -------- |
| Sznezsana Hrisztakieva                                                                                                 | Talaj            | 18,512    | 86.       | kiesett  | kiesett  |
| Sznezsana Hrisztakieva                                                                                                 | Ugrás            | 9,625     | 92.       | kiesett  | kiesett  |
| Sznezsana Hrisztakieva                                                                                                 | Felemás korlát   | 19,512    | 45.       | kiesett  | kiesett  |
| Sznezsana Hrisztakieva                                                                                                 | Gerenda          | 18,712    | 73.       | kiesett  | kiesett  |
| Sznezsana Hrisztakieva                                                                                                 | Egyéni összetett | 66,361    | 90.       | kiesett  | kiesett  |
| Tanya Maszlarszka | Talaj            | 18,987    | 74.       | kiesett  | kiesett  |
| Tanya Maszlarszka | Ugrás            | 19,337    | 74.       | kiesett  | kiesett  |
| Tanya Maszlarszka | Felemás korlát   | 18,349    | 88.       | kiesett  | kiesett  |
| Tanya Maszlarszka | Gerenda          | 18,862    | 65.       | kiesett  | kiesett  |
| Tanya Maszlarszka | Egyéni összetett | 75,535    | 82.       | kiesett  | kiesett  |
| Szilvija Mitova | Talaj            | 19,762    | 11.       | 9,400    | 8.       |
| Szilvija Mitova | Ugrás            | 19,762    | 13.       | kiesett  | kiesett  |
| Szilvija Mitova | Felemás korlát   | 19,675    | 26.       | kiesett  | kiesett  |
| Szilvija Mitova | Gerenda          | 19,574    | 16.       | kiesett  | kiesett  |
| Szilvija Mitova | Egyéni összetett | 78,773    | 10.       | 39,399   | 11.      |
| Krisztina Panajotova                                                                                                   | Talaj            | 18,700    | 85.       | kiesett  | kiesett  |
| Krisztina Panajotova                                                                                                   | Ugrás            | 18,649    | 88.       | kiesett  | kiesett  |
| Krisztina Panajotova                                                                                                   | Felemás korlát   | 19,224    | 62.       | kiesett  | kiesett  |
| Krisztina Panajotova                                                                                                   | Gerenda          | 18,174    | 86.       | kiesett  | kiesett  |
| Krisztina Panajotova                                                                                                   | Egyéni összetett | 74,747    | 87.       | kiesett  | kiesett  |
| Szvetlana Todorova | Talaj            | 18,900    | 81.       | kiesett  | kiesett  |
| Szvetlana Todorova | Ugrás            | 19,412    | 64.       | kiesett  | kiesett  |
| Szvetlana Todorova | Felemás korlát   | 19,299    | 56.       | kiesett  | kiesett  |
| Szvetlana Todorova | Gerenda          | 17,837    | 90.       | kiesett  | kiesett  |
| Szvetlana Todorova | Egyéni összetett | 75,448    | 83.       | kiesett  | kiesett  |
| Deljana Vodenicsarova                                                                                                  | Talaj            | 19,600    | 23.       | kiesett  | kiesett  |
| Deljana Vodenicsarova                                                                                                  | Ugrás            | 19,450    | 59.       | kiesett  | kiesett  |
| Deljana Vodenicsarova                                                                                                  | Felemás korlát   | 19,062    | 68.       | kiesett  | kiesett  |
| Deljana Vodenicsarova                                                                                                  | Gerenda          | 19,337    | 35.       | kiesett  | kiesett  |
| Deljana Vodenicsarova                                                                                                  | Egyéni összetett | 77,449    | 41.       | 38,286   | 31.      |
| Sznezsana Hrisztakieva Tanya Maszlarszka Szilvija Mitova Krisztina Panajotova Szvetlana Todorova Deljana Vodenicsarova | Csapat összetett |           |           | 384,865  | 12.      |

* - egy másik versenyzővel azonos eredményt ért el

** - két másik versenyzővel azonos eredményt ért el

### Ritmikus gimnasztika
| Versenyző      | Versenyszám | Selejtező | Selejtező | Selejtező | Selejtező | Selejtező | Selejtező | Selejtező | Selejtező | Selejtező | Selejtező | Döntő  | Döntő  | Döntő | Döntő | Döntő            | Döntő            | Döntő | Döntő | Döntő    | Döntő    | Helyezés |
| Versenyző      | Versenyszám | Karika    | Karika    | Kötél     | Kötél     | Buzogány  | Buzogány  | Labda     | Labda     | Összesen  | Összesen  | Karika | Karika | Kötél | Kötél | Buzogány         | Buzogány         | Labda | Labda | Összesen | Összesen | Helyezés |
| Versenyző      | Versenyszám | Pont      | Hely.     | Pont      | Hely.     | Pont      | Hely.     | Pont      | Hely.     | Pont      | Hely.     | Pont   | Hely.  | Pont  | Hely. | Pont             | Hely.            | Pont  | Hely. | Pont     | Hely.    | Helyezés |
| -------------- | ----------- | --------- | --------- | --------- | --------- | --------- | --------- | --------- | --------- | --------- | --------- | ------ | ------ | ----- | ----- | ---------------- | ---------------- | ----- | ----- | -------- | -------- | -------- |
| Marija Petrova | Egyéni      | 9,450     | 6.        | 9,475     | 7.        | 9,500     | 3.        | 9,400     | 6.*       | 37,825    | 5.*       | 9,500  | 6.     | 9,575 | 4.    | 9,575            | 4.               | 9,525 | 6.    | 57,087   | 5.       | 5.       |
| Diana Popova   | Egyéni      | 9,550     | 4.        | 9,500     | 5.        | 9,050     | 15.**     | 9,550     | 5.        | 37,650    | 7.        | 9,550  | 5.     | 9,400 | 8.    | nem teljesítette | nem teljesítette | 9,550 | 4.*   | 47,325   | 9.       | 9.       |

* - egy másik versenyzővel azonos eredményt ért el

** - három másik versenyzővel azonos eredményt ért el

## Úszás
Férfi
| Versenyző            | Versenyszám    | Előfutam | Előfutam | Előfutam | Döntő   | Döntő    | Döntő    | Helyezés |
| Versenyző            | Versenyszám    | Idő      | Hely.    | Össz.    | Típus   | Idő      | Hely.    | Helyezés |
| -------------------- | -------------- | -------- | -------- | -------- | ------- | -------- | -------- | -------- |
| Georgi Mihalev       | 200 m hát      | 2:02,24  | 3.       | 17.*     | B       | kizárták | kizárták | kizárták |
| Georgi Mihalev       | 100 m hát      | 56,59    | 1.       | 14.      | B       | 56,85    | 7.       | 15.      |
| Dragomir Markov      | 100 m hát      | 58,17    | 3.       | 34.      | kiesett | kiesett  | kiesett  | kiesett  |
| Dragomir Markov      | 100 m pillangó | 55,85    | 1.       | 32.      | kiesett | kiesett  | kiesett  | kiesett  |
| Hrisztian Minkovszki | 100 m pillangó | 56,94    | 5.       | 45.      | kiesett | kiesett  | kiesett  | kiesett  |
| Hrisztian Minkovszki | 200 m pillangó | 2:05,18  | 6.       | 35.      | kiesett | kiesett  | kiesett  | kiesett  |
| Deniszlav Kalcsev    | 200 m pillangó | 2:03,73  | 5.       | 33.      | kiesett | kiesett  | kiesett  | kiesett  |
| Deniszlav Kalcsev    | 200 m vegyes   | 2:06,51  | 3.       | 26.      | kiesett | kiesett  | kiesett  | kiesett  |
| Deniszlav Kalcsev    | 400 m vegyes   | 4:31,49  | 8.       | 23.      | kiesett | kiesett  | kiesett  | kiesett  |

Női
| Versenyző      | Versenyszám | Előfutam | Előfutam | Előfutam | Döntő   | Döntő   | Döntő   | Helyezés |
| Versenyző      | Versenyszám | Idő      | Hely.    | Össz.    | Típus   | Idő     | Hely.   | Helyezés |
| -------------- | ----------- | -------- | -------- | -------- | ------- | ------- | ------- | -------- |
| Marija Kocseva | 100 m hát   | 1:06,17  | 8.       | 37.      | kiesett | kiesett | kiesett | kiesett  |
| Marija Kocseva | 200 m hát   | 2:21,79  | 1.       | 36.      | kiesett | kiesett | kiesett | kiesett  |

* - két másik versenyző visszalépése miatt indulhatott a B döntőben